# Aurimas Lankas
Aurimas Lankas (Šiauliai, 7 settembre 1985) è un canoista lituano, vincitore della medaglia di bronzo nel K2 200m ai Giochi olimpici di Rio de Janeiro 2016, in coppia con Edvinas Ramanauskas.

## Palmarès
- Olimpiadi

Rio de Janeiro 2016: bronzo nel K2 200m.
- Europei

Brandeburgo 2014: bronzo nel K2 200m.
Račice 2015: bronzo nel K2 200m..